# Lymantria rufofusca
Lymantria rufofusca este o specie de molii din genul Lymantria, familia Lymantriidae, descrisă de Paul Mabille 1899 Conform Catalogue of Life specia Lymantria rufofusca nu are subspecii cunoscute.